# Лин Хејвен (Флорида)
Лин Хејвен (енгл. Lynn Haven) град је у америчкој савезној држави Флорида. По попису становништва из 2010. у њему је живело 18.493 становника.

## Демографија
Према попису становништва из 2010. у граду је живело 18.493 становника, што је 6.042 (48,5%) становника више него 2000. године.
| Група             | 2000.          | 2010.          |
| Белци             | 10.604 (85,2%) | 14.891 (80,5%) |
| Афроамериканци    | 1.164 (9,3%)   | 1.856 (10,0%)  |
| Азијати           | 197 (1,6%)     | 442 (2,4%)     |
| Хиспаноамериканци | 202 (1,6%)     | 759 (4,1%)     |
| Укупно            | 12.451         | 18.493         |